# Verkehrssicherstellungsgesetz
Das Verkehrssicherstellungsgesetz (Gesetz zur Sicherstellung des Verkehrs; VerkSiG; VSG) ist ein deutsches Bundesgesetz. Es soll die Möglichkeit schaffen, den Verkehr allgemein an die besonderen Verhältnisse im Verteidigungsfall anzupassen. Das Gesetz ist neben dem Wirtschaftssicherstellungsgesetz und dem Ernährungssicherstellungs- und -vorsorgegesetz Teil einer umfassenden Notstandsgesetzgebung.

## Abschnitte
Das Sicherstellungsgesetz ist in sechs Abschnitte gegliedert:
- Erster Abschnitt: Sicherstellung durch Rechtsverordnungen (§§ 1–8)
- Zweiter Abschnitt: Sicherstellung durch Leistungen (§§ 9–15)
- Dritter Abschnitt: Verwaltungsverfahren (§§ 16–22)
- Vierter Abschnitt: Entschädigung und Kosten (§§ 23–25)
- Fünfter Abschnitt: Straf- und Bußgeldvorschriften (§§ 26–29)
- Sechster Abschnitt: Schlußvorschriften (§§ 30–36)

## Erlasse
Aufgrund dieses Gesetzes wurden erlassen:
- Verordnung zur Sicherstellung des Eisenbahnverkehrs (EVerkSiV)
- Verordnung über Verkehrsleistungen der Eisenbahnen für die Streitkräfte (StrKrVerkLeistV)
- Verordnung über Zuständigkeiten nach dem Verkehrssicherstellungsgesetzerlassen (VSGZustV)

## Einschränkung von Grundrechten
Gemäß dem verfassungsrechtlichen Zitiergebot nennt § 32 VerkSiG die Grundrechte, die eingeschränkt werden. Dies sind das Grundrecht Freizügigkeit (Artikel 11 des Grundgesetzes für die Bundesrepublik Deutschland) und das Grundrecht auf Unverletzlichkeit der Wohnung (Artikel 13 des Grundgesetzes für die Bundesrepublik Deutschland).